# 伊迪絲·托爾金
伊迪絲·瑪麗·托爾金（英語：Edith Mary Tolkien，1889年1月21日—1971年11月29日）是英國奇幻文學作家J·R·R·托爾金的妻子，同時也是托爾金作品人物露西安的原型。

## 早年
1889年1月21日，伊迪絲·布拉特出生於斯塔福德郡的伍爾弗漢普頓，她是法蘭西絲·布拉特（Frances Bratt）的私生女。根據研究，伊迪絲的父親是一個名叫阿爾弗雷德·弗雷德里克·瓦瑞勞（Alfred Frederick Warrilow）的票據交易商，曾聘用弗朗西絲為他女兒內莉的家庭教師，並讓弗朗西絲懷上了伊迪絲。
法蘭西絲在其姪女瑪麗·簡·格羅夫的幫助下，將伊迪絲撫養長大。伊迪絲從小極具音樂天賦，10歲時就擅長彈奏鋼琴:26。14歲時，母親法蘭西絲去世，她的法定監護人史蒂芬·蓋特萊便將其送至伊夫舍姆的德累斯頓學校學習音樂。數年之後她便寄宿在伯明翰市公爵夫人路的福克納家中。

## 戀愛和婚姻
1908年初，19歲的伊迪絲首次遇見了16歲的J·R·R·托爾金，因托爾金和弟弟希拉里·托爾金也搬進了福克納家。當時的伊迪絲和J·R·R·托爾金經過多次約會後，逐漸產生了愛情。但當托爾金的監護人法蘭西斯·摩根神父得知此事後，他擔心兩人的戀情會影響到托爾金即將面臨的牛津大學考試，便禁止托爾金在21歲前不得和伊迪絲有任何聯繫。1909年，伊迪絲與托爾金私下在伯明翰郊外相見道別，互贈生日禮物，並立下盟誓，約定三年後再見面。伊迪絲在當年搬到了切爾滕納姆市。
但後來伊迪絲擔心托爾金已經移情別戀，於是跟一位年輕農夫喬治·菲爾德訂了婚。1913年1月，伊迪絲收到21歲生日已滿的托爾金寄來的信，於5天後他們在切爾滕納姆火車站相見，伊迪絲決定要跟托爾金結婚，幾周後兩人正式訂婚。在托爾金的勸說下，伊迪絲決定改信托爾金信奉的天主教，於1914年1月8日正式皈依。1915年，托爾金為伊迪絲寫了一首詩歌《小妖精的腳》，因為伊迪絲喜歡「春天、花草樹木和小妖精」。1916年3月22日，兩人正式於沃里克市的聖貞女瑪麗羅馬天主教堂舉行婚禮，隨後在克利夫登度過了為期一週的蜜月旅行。
1916年6月，托爾金參與了第一次世界大戰；隨後於同年11月托爾金因負傷而回到英國休養。在那段時期，伊迪絲曾於魯斯村附近的森林裡為托爾金跳舞，這成為了日後貝倫和露西安愛情故事的靈感來源，後來的托爾金也明確表示「她正是日後成為《精靈寶鑽》故事主要部分的源泉」。1917年11月，兩人的長子約翰·法蘭西斯·瑞爾·托爾金出生。
在托爾金夫婦於里茲居住期間，伊迪絲感覺托爾金很顧家，但當他們舉家搬至牛津後，夫妻關係有了些變化，由於托爾金經常外出和C·S·路易斯等朋友談天，對伊迪絲就變得有點「冷漠」。

## 晚年和逝世

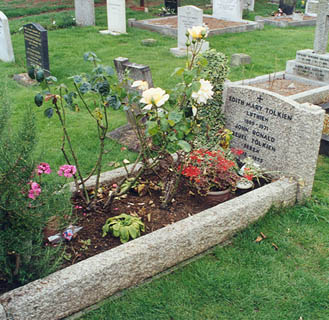
伊迪絲·托爾金和J·R·R·托爾金夫妻的墓碑。

托爾金夫婦於1941年慶祝他們的銀婚紀念日，由於時值二戰，慶祝活動只能從簡，邀請了C·S·路易斯等人參與:182。
晚年的伊迪絲患上了嚴重的關節炎。1960年，她因關節炎住進一家醫院，湊巧C·S·路易斯之妻海倫·喬依·戴維德曼也因癌症住進同家醫院，兩人因此認識，這可能多少有所緩解托爾金與路易斯當時緊張的關係:232。
1966年，托爾金夫婦慶祝金婚紀念日，會上由樂團演唱《魔戒》和《哈比人》中的詩歌。
在60年代《魔戒》大受歡迎之時，托爾金夫婦的生活備受打擾，為了避開書迷，托爾金於1968年和年近八十歲的伊迪絲一起搬到了南部海岸伯恩茅斯，伊迪絲很喜愛那裡的環境。
1971年，伊迪絲的健康狀況逐漸惡化，因膽囊炎而住院，於數日後的11月29日逝世，享年82歲。她被安葬於牛津沃夫寇特公墓，托爾金在她的墓碑上刻上「露西安」的名字。21個月後，托爾金逝世，與伊迪絲合葬，其墓碑刻上了「貝倫」。墓碑如下：

## 影視形象
在2019年上映的英國傳記電影《托爾金傳》中，由莉莉·柯林斯飾演伊迪絲·托爾金。

## 外部連結
- 伊迪絲·托爾金 （页面存档备份，存于）在魔戒中文維基上的條目
- 伊迪絲·托爾金在互联网电影资料库（IMDb）上的資料（英文）